# Koko smoko
Koko smoko (niem. Der kleine Drache Kokosnuss) – niemiecki film animowany z 2014 roku w reżyserii Niny Wels oraz Huberta Weilanda. Na jego podstawie powstał serial animowany Koko smoko.

## Fabuła
Mały smok Kokos chce udowodnić swojej rodzinie, że można na nim polegać i dlatego wyrusza w podróż, by odnaleźć skradzioną we wsi cenną trawę ognistą.

## Wersja polska
Wersja polska: na zlecenie MONOLITH FILMS – Master Film

Reżyseria: Małgorzata Boratyńska

Tłumaczenie i dialogi: Karolina Anna Kowalska

Dźwięk i montaż: Aneta Michalczyk-Falana

Kierownictwo produkcji: Katarzyna Fijałkowska

Tekst piosenki: Andrzej Brzeski

Kierownictwo muzyczne: Adam Krylik

W wersji polskiej udział wzięli:
- Katarzyna Łaska – Kokos
- Filip Rogowski – Oskar
- Maja Konkel – Matylda
- Stanisław Brudny – Władzio
- Radosław Pazura – Mundek
- Katarzyna Kozak – Aldona
- Waldemar Barwiński – Henryk
- Agnieszka Kunikowska – Marzenka
- Mikołaj Klimek – Bazyli
- Artur Pontek – pan Szpon
- Hanna Kinder-Kiss – Szponowa
- Krzysztof Plewako-Szczerbiński – Szef #1
- Dariusz Odija – Szef #2
- Bernard Lewandowski – Miniu Mu